# Idiocera californica
Idiocera californica là một loài ruồi trong họ Limoniidae. Chúng phân bố ở miền Tân bắc.